# Tinaroo Falls Dam
Tinaroo Falls Dam är en dammbyggnad i Australien. Den ligger i kommunen Tablelands och delstaten Queensland, omkring 1 400 kilometer nordväst om delstatshuvudstaden Brisbane. Den ligger vid sjön Lake Tinaroo.
Runt Tinaroo Falls Dam är det mycket glesbefolkat, med 6 invånare per kvadratkilometer.. Närmaste större samhälle är Atherton, omkring 15 kilometer sydväst om Tinaroo Falls Dam. 
Omgivningarna runt Tinaroo Falls Dam är en mosaik av jordbruksmark och naturlig växtlighet. Genomsnittlig årsnederbörd är 2 169 millimeter. Den regnigaste månaden är mars, med i genomsnitt 496 mm nederbörd, och den torraste är oktober, med 36 mm nederbörd.